# Filets biologiques
 (mai 2012).
Si vous disposez d'ouvrages ou d'articles de référence ou si vous connaissez des sites web de qualité traitant du thème abordé ici, merci de compléter l'article en donnant les références utiles à sa vérifiabilité et en les liant à la section « Notes et références ».

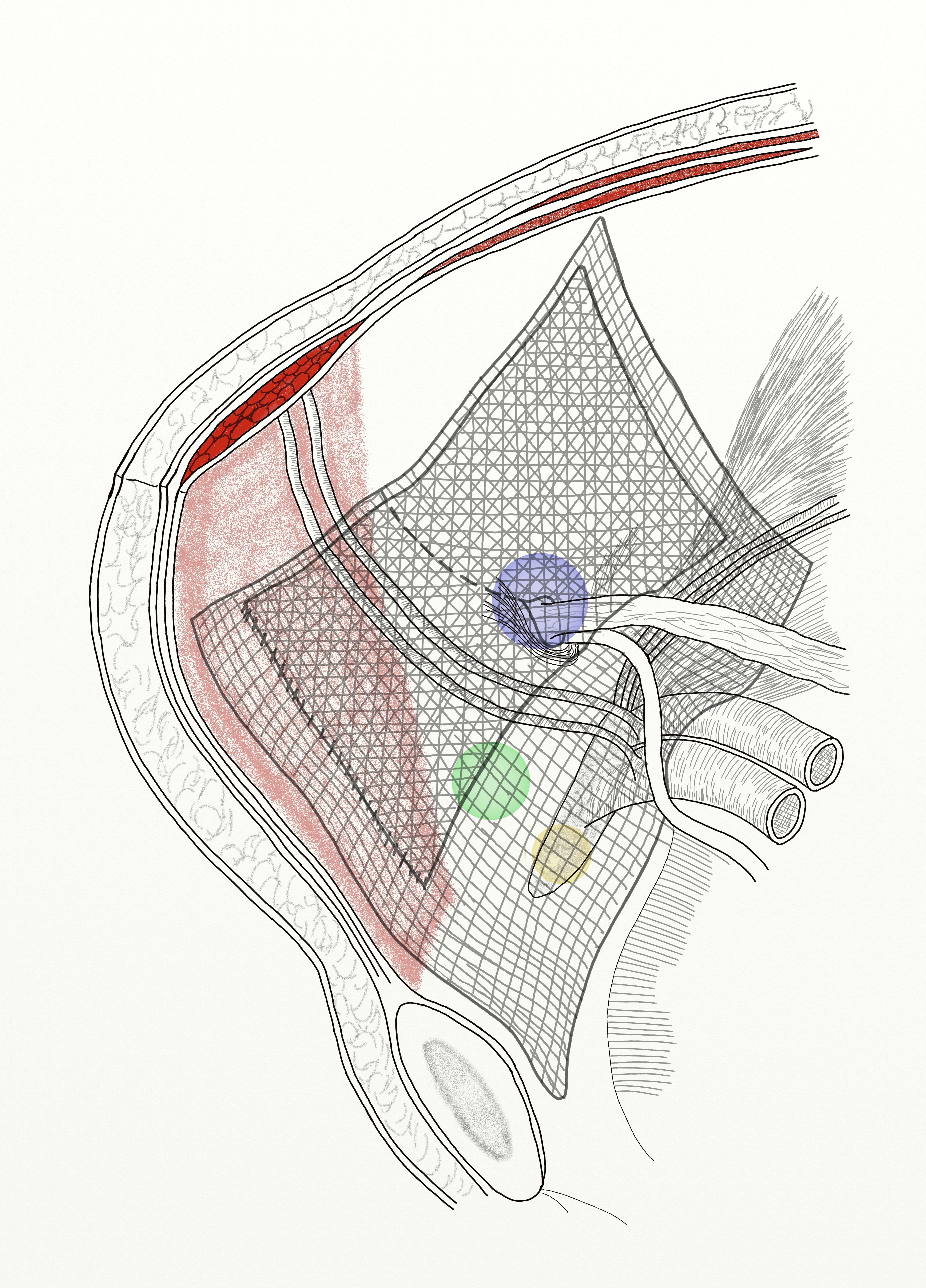
Installation d’un filet, les « portes » ont été cousues sur le filet principal. Les taches bleues, jaunes et vertes montrent des points de sortie potentiels de hernies directes, indirectes et de cuisses. En rouge: Muscle rectus abdominis

Les filets biologiques sont des prothèses d'origine biologique utilisées en chirurgie de la paroi abdominale et en reconstruction mammaire. Ils ont connu une popularité pour la chirurgie des hernies complexes de la paroi abdominale entre 2010 et 2015, mais ils sont de moins en moins utilisés et nombre d'entre eux ont été retirés du marché en France. Ils sont d'origine porcine (derme porcin auquel on retire les produits immunogènes dont les cellules de l'animal pour garder essentiellement le collagène).
À l'origine, ils étaient présentés comme des renforts ne souffrant pas des problèmes associés aux filets permanents synthétiques, incluant surtout le risque d'infection, puis l'inflammation chronique, réaction à corps étranger, raideur et fibrose, et infection du filet,,. Maintenant, il a été montré que les données initiales obtenues chez des animaux d'expérimentation ne se confirment pas chez l'humain et que les récidives sont extrêmement fréquentes quand la prothèse se résorbe. Comparés dans différentes études aux filets synthétiques qu'ils étaient censés remplacer, ils n'offrent aucun avantage et sont beaucoup plus onéreux. Ainsi, il n'y a pratiquement plus d'indication pour utiliser ces prothèses d'origine animale.
Dans la niche qu'occupaient les prothèses biologiques (hernies avec risque important d'infection), se présentent les prothèses lentement résorbables (dites parfois « bio-synthétiques »). Elles font l'objet de nombreuses publications mais aucune d'entre elles n'a été comparée dans un essai clinique aux prothèses synthétiques qui restent la référence.